# Lønsdal
Lønsdal is een plaats in de Noorse gemeente Saltdal, provincie Nordland. Het dorp is gelegen in de Lønsdalvallei aan de Lønselvarivier. Door het dorp lopen de Europese weg 6 en de spoorlijn Trondheim - Bodø. Op deze spoorlijn heeft het dorp ook een treinstation: Station Lønsdal, halverwege tussen Station Dunderland en Station Røkland.
Het dorp ligt net ten oosten van het meer Kjemåvatnet en de berg Ølfjellet. Vanwege de nabijheid van Junkerdal Nationaal Park en Saltfjellet-Svartisen Nationaal Park, is het vooral een toeristische dorp. Er is een hotel en het is een startpunt voor vele wandelingen.

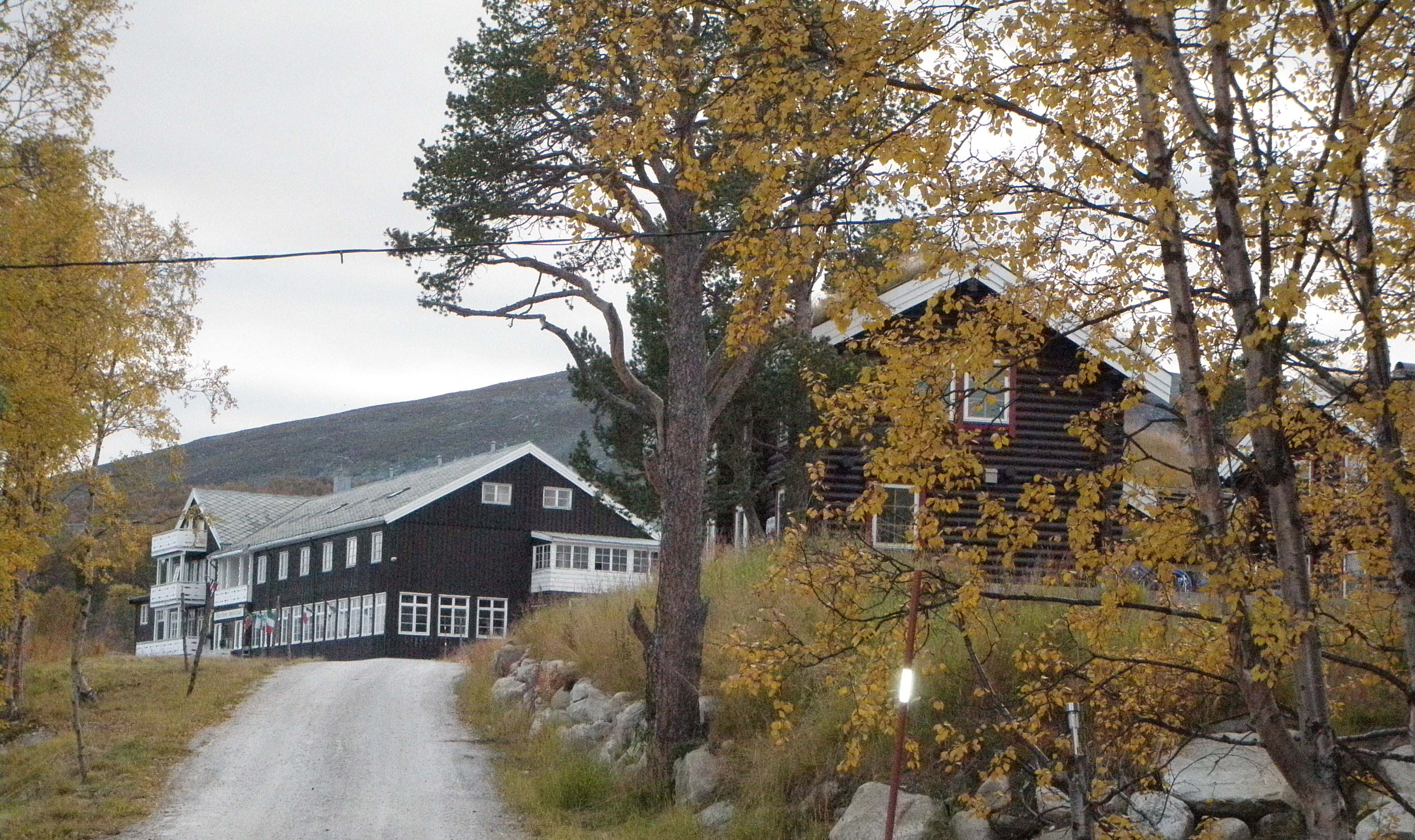
Polarsirkelen Høyfjellshotell in Lønsdal
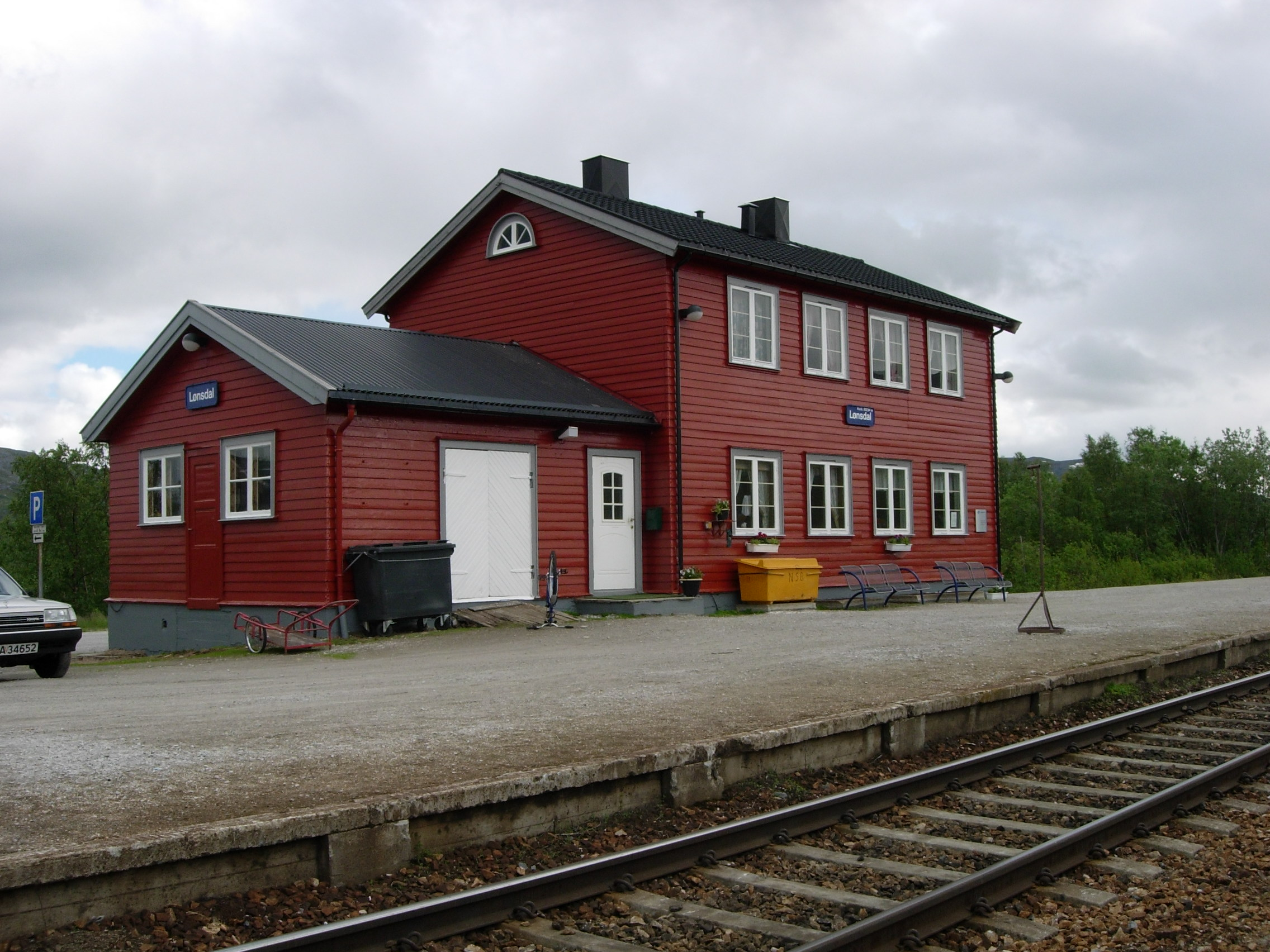
Het station